# Matteo Marconcini
Matteo Marconcini (Arezzo, 26 de agosto de 1989) es un deportista italiano que compite en judo. Ganó una medalla de plata en el Campeonato Mundial de Judo de 2017, en la categoría de –81 kg.

## Palmarés internacional
| Campeonato Mundial | Campeonato Mundial | Campeonato Mundial | Campeonato Mundial |
| Año                | Lugar              | Medalla            | Categoría          |
| ------------------ | ------------------ | ------------------ | ------------------ |
| 2017               | Budapest (Hungría) | Medalla de plata   | –81 kg             |